# Morgenland (Stadland)
Morgenland ist eine Bauerschaft von Seefeld in der Gemeinde Stadland.

## Geschichte

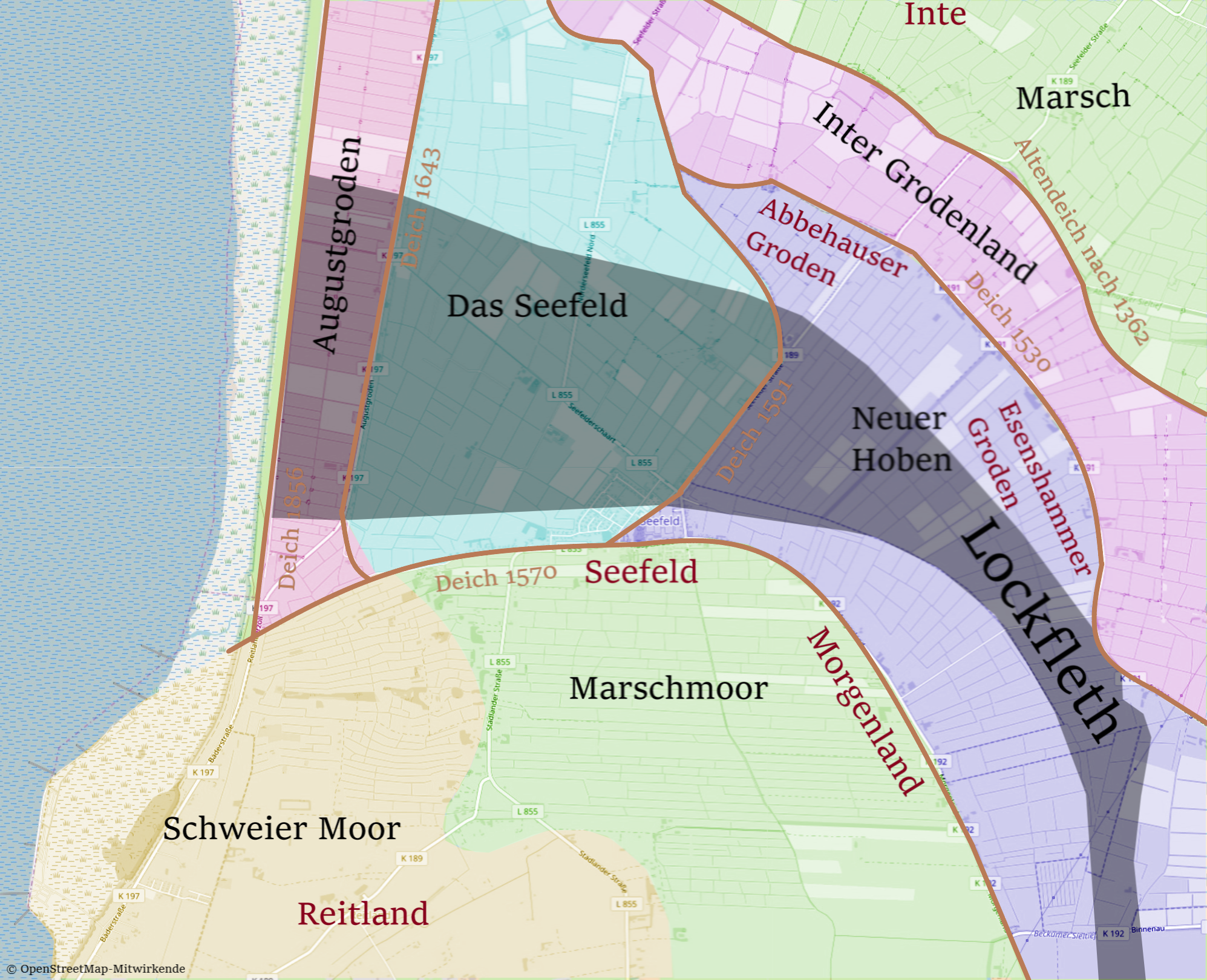
Geschichte der Landgewinnung um Morgenland

Die Siedlung befindet sich auf einem 1570 gebauten Deich. Das Gebiet Morgenland entstand durch die Eindeichung des neuen Hobens im Jahr 1591, hier wurde das Lockfleth zurückgedrängt. Es handelt sich um eine Plansiedlung des Oldenburgischen Grafen. Vor 1613 begann die Besiedlung des Gebietes, zu diesem Zeitpunkt waren bereits 12 Höfe eingerichtet. Im Jahr 1644 wurde eine Schule erbaut, deren Betrieb 1886 eingestellt wurde.  Aufgrund der planmäßigen Erschließung des Neuen Hobens nördlich von Morgenland, liegt Graf Anthon Günther als Siedlungsträger nahe. Aufgrund der überlieferten Nachnamen ist davon auszugehen, dass die Besiedlung durch Friesen erfolgte. Zur gleichen Zeit entstanden auch die Ortschaften Abbehausergroden und Esenshammergroden.

### Name
Der Ort wurde im Jahr 1613 noch als „Im Arm auff der Schweierseiten“ und als das „sogenannte Morgenland“ bezeichnet. Albrecht Eckhardt äußert im Oldenburgischen Ortslexikon die Vermutung, dass der Name etwas mit der „Himmelsgegend“ zu tun haben könnte, weil Morgenland östlich von Seefelderaußendeich, dem alten Kern der Seefelder Gemeinde liegt.
Johannes Ey weist in seiner Dissertation den Namen als Verballhornung von „Mooreckenland“ nach, ein Land in Randlage zum Schweier Moor. Ähnlich phantasievolle Namen gibt es in den nahegelegenen Neugründungen der Neuzeit viele, wie etwa Alte Kanzlei, Rasenwasser, Hobensühne oder das gut Gnadenfeld.

### Verwaltungsgeschichte
Morgenland gehörte zur Vogtei Schwei. Von 1933 bis 1948 war Morgenland Teil der Gemeinde Abbehausen. Seit 1974 gehört Morgenland zur Gemeinde Stadland.

## Demographie
| Jahr | Einwohner |
| ---- | --------- |
| 1815 | 149       |
| 1855 | 178       |
| 1925 | 146       |
| 1939 | 245       |
| 1946 | 181       |
| 1950 | 196       |
| 1961 | 115       |